# وویکوویتسه (ناحیه برنو-تسوونتری)
وویکوویتسه (به چکی: Vojkovice) یک منطقهٔ مسکونی در جمهوری چک است که در ناحیه برنو-تسوونتری واقع شده‌است. وویکوویتسه ۶٫۹۶ کیلومتر مربع مساحت و ۱٬۱۰۴ نفر جمعیت دارد و ۱۸۲ متر بالاتر از سطح دریا واقع شده‌است.